# Crête persistante sur la côte pacifique
La crête persistante sur la côte pacifique (en anglais : Ridiculously Resilient Ridge) est un système anticyclonique qui se reforme continuellement sur l'extrême Nord-Est de l'océan Pacifique pendant les années 2013 et 2014. Ce phénomène inhabituel perturbe la trajectoire des dépressions traversant le Pacifique Nord au cours des hivers 2012, 2013 et 2014 ; ce qui donne des conditions extrêmement chaudes et sèches en Californie et le long de la majeure partie de la côte Ouest des États-Unis et du Canada,.

## Description
Normalement, la circulation atmosphérique en altitude varie constamment dans les latitudes moyennes selon les variations de température entre l'équateur et les pôles, ainsi que la température des océans. Cependant, il arrive qu'un régime quasi stable s'établisse et donne un blocage météorologique. À partir de décembre 2012 et jusqu’en 2014, de grandes anomalies positives de hauteur du géopotentiel à 500 hPa ont été observées le long de la côte pacifique de l'Amérique du Nord donnant en moyenne une crête à cette hauteur. 
Bien que sa structure spatiale et sa position exacte aient varié au cours de cet intervalle, la crête s'est toujours reformée essentiellement au même endroit à chaque fois qu'un événement atmosphérique, comme une poussée des vents d'ouest dans son secteur sud, une advection de tourbillon, ou une invasion par une masse d'air froid de l'Arctique dans son secteur nord, venait la perturber. Cette résilience est extrêmement rare, surtout sur deux saisons hivernales consécutives. 

## Effets
Ce blocage persistant de la circulation en altitude a dévié l'« autoroute » des vents d'ouest, déplaçant la trajectoire des dépressions vers le nord, en particulier les tempêtes hivernales affectant normalement la côte ouest des États-Unis. Un tel schéma atmosphérique est semblable, mais de plus grande ampleur et longévité, à ceux notés pendant les sécheresses précédentes en Californie,.
De plus, la crête d'altitude est la moitié ouest d'une séquence crête-creux barométrique qui a persisté sur le continent nord-américain durant la même période. Alors que la crête a exacerbé les conditions de sécheresse en Californie et produit des records de chaleur, le creux sur la côte est de l'Amérique du Nord y a donné un temps anormalement froid et des précipitations (Vague de froid de 2014 en Amérique du Nord).